# Koolhoven F.K.51
Koolhoven F.K.51 là một loại máy bay huấn luyện cơ bản, hai tầng cánh hai chỗ của Hà Lan trong thập niên 1930, do hãng Koolhoven Company chế tạo.

## Quốc gia sử dụng
Phần Lan
- Không quân Phần Lan

 Hà Lan
- Không quân Hải quân Hà Lan
- Không quân Hoàng gia Hà Lan
- Lục quân Đông Ấn Hoàng gia Hà Lan

 Cộng hòa Tây Ban Nha
- Không quân Cộng hòa Tây Ban Nha

 Tây Ban Nha
- Không quân Tây Ban Nha

## Tính năng kỹ chiến thuật
Dữ liệu lấy từ Combat Aircraft of World War II: New York: MacMillan Publishing Co., Inc.
Đặc điểm tổng quát
- Kíp lái: 2
- Chiều dài: 7,85 m (25 feet 9 1/3 inch)
- Sải cánh: 9 m (29 feet 6 1/3 inch)
- Chiều cao: 2,80 m (9 feet 2 inch)
- Diện tích cánh: 27 sq m (290,63 sq ft)
- Trọng lượng rỗng: 1.010 kg (2.227 pound)
- Trọng lượng có tải: 1.600 kg (3.527 pound)
- Động cơ: 1 × Armstrong Siddeley Cheetah IX, 261 kW (350 hp)

 Hiệu suất bay 
- Vận tốc cực đại: 235 km/h tại độ cao 2.280 m (146 mph tại độ cao 7.462 feet)
- Vận tốc hành trình: 215 km/h (133 mph)
- Tầm bay: 730 km (454 dặm)
- Trần bay: 5.600 m (18.370 feet)

Trang bị vũ khí

- Súng: 3 súng máy 7.9 mm (0.32 inch)

Hệ thống điện tử

1 camera